# Selent
Selent est une commune allemande du Schleswig-Holstein, située dans l'arrondissement de Plön, entre Kiel et Lütjenburg, sur la rive du Selenter See. Selent est la commune la plus peuplée des sept communes de l'Amt Selent/Schlesen et également le siège de cet Amt.